# Atentado de Uagadugú de 2017
El atentado de Uagadugú de 2017 fue un ataque terrorista perpetrado la noche del 13 de agosto hasta la madrugada del 14 del mismo mes en la ciudad-capital burkinesa de Uagadugú. El suceso ocurrió en el centro de la ciudad, específicamente en un restaurante y hotel, con asesinato en masa por parte de atacantes encapuchados que se movilizaban en motos hasta la toma de rehenes en el hotel en donde la policía nacional lograría romper la barrera al eliminar a los atacantes. El ataque dejó como saldo 20 heridos y 24 muertos entre los que se encontraban los atacantes.

## Antecedentes históricos
Desde la primera guerra civil que azotó Libia, los grupos extremistas islamistas se expandieron rápidamente en otros países africanos, especialmente en el norte de África. Los diversos conflictos fueron en aumento cuando los rebeldes del norte de Malí ganaron la guerra de secesión tuareg —en la que participó Al Qaeda del Magreb Islámico— al gobierno y proclamaron el Estado Independiente de Azawad en 2012, lo que provocó al año siguiente que el gobierno, con el apoyo de las Naciones Unidas, interviniera en Azawad; varios milicianos islamistas separatistas de tendencia yihadista escaparon a Burkina Faso. Cabe destacar que el gobierno de Burkina Faso apoyó abiertamente la intervención militar en el norte de Malí ganándose el repudio de diversos grupos islamistas de la región norteafricana.
En 2014 el gobierno de Burkina Faso se uniría a la Operación Barkhane para acabar con los últimos reductos rebeldes expandidos en el norte de África.
El primer atentado de importancia en Uagadugú se desarrolló en 2016.

## Ataque

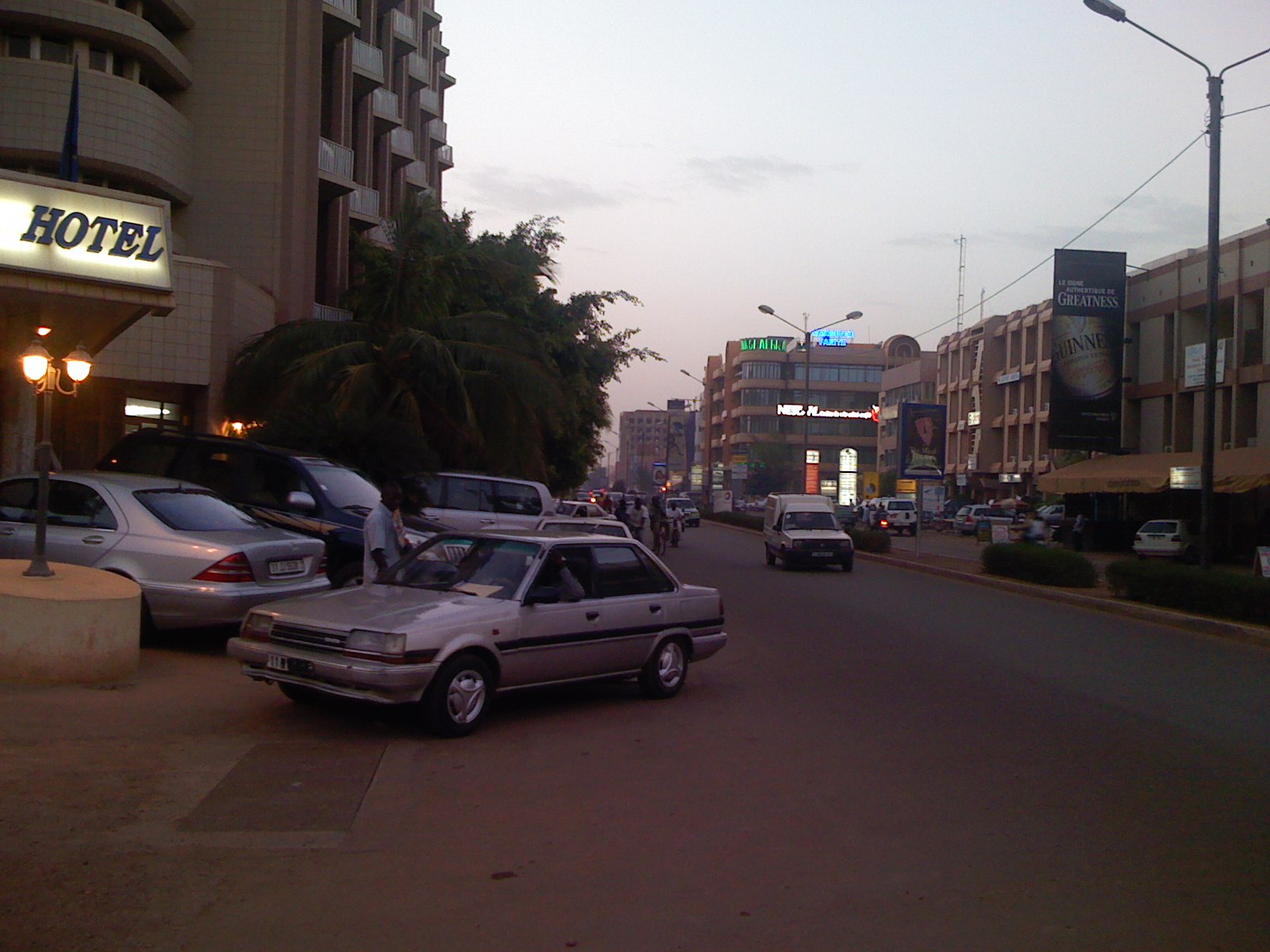
La avenida Kwamé N'Krumah, en 2008.

El ataque comenzó alrededor de las 21:00 GMT (lo mismo que la hora local) el 13 de agosto. Los testigos informaron que cuatro hombres armados llegaron a la escena en una camioneta y abrieron fuego contra los clientes sentados fuera del Hotel Bravia y el restaurante Aziz Istanbul, situados en una de las principales vías de la ciudad, la avenida Kwamé N'Krumah. El ataque duró hasta las primeras horas de la mañana del 14 de agosto, cuando los atacantes intercambiaron fuego con las fuerzas de seguridad tras haberse encerrado en el restaurante. Tres de los atacantes fueron abatidos por las fuerzas de seguridad después de que fueran acorralados en un piso superior del restaurante y tomado alrededor de 40 rehenes. El ministro de seguridad de Burkina Faso, Remis Dandjinou, dijo que eventualmente los rehenes habían sido liberados por las fuerzas de seguridad. Afirmó que los agresores eran hombres jóvenes, que llegaron al restaurante con AK-47, montando en motocicletas. Los locales dicen que el restaurante, popular por su panadería de estilo europeo, fue anfitrión de una fiesta de cumpleaños la noche del ataque.

### Atacantes
Se cree que los atacantes sean miembros de una célula terrorista yihadista conformada por locales y extranjeros que representan a Al Qaeda del Magreb Islámico en el país.

## Víctimas
Se registró la muerte de 18 civiles entre nacionales y extranjeros.